# Timo Rose
Timo Rose (* 22. Februar 1977 in Rellingen) ist ein deutscher Regisseur, Schauspieler, Kameramann, Filmeditor und Produzent, der überwiegend im Genre des Horrorfilms tätig ist. Er hat bisher bei über 20 Filmen Regie geführt, drei in Kooperation mit Regisseur Andreas Schnaas, schreibt Filmmusiken und ist für die Spezialeffekte in seinen Filmen zuständig. 

## Karriere
Neben frühen Independentfilmen wie Barricade, Beast und Game Over produzierte er auch Fernsehsendungen wie Mission M TV.
Des Weiteren betätigt er sich als Rapper (King & Prinzessa) und Hip-Hop-Produzent. Er hat Songs mit Künstlern wie Cappuccino (Jazzkantine), Magdalena Kalley und Tachiles (Fresh Familee, Jazzkantine) produziert. 2001 war er Editor und Co-Produzent beim Film Hunting Creatures von Andreas Pape.
Seit Lord of the Undead dreht Rose seine Filme in Englisch. Er arbeitete unter anderem zusammen mit Judith O’Dea aus George A. Romeros Night of the living Dead, Bela B von der Band Die Ärzte und Regisseur Peter Thorwarth. Roses Film Game Over (2009) gewann zahlreiche internationale Filmpreise. Rose wurde mit mehreren Filmpreisen ausgezeichnet, darunter der Goldene Glibb und der Fright Nights Award.
2017 arbeitete er mit 18 weiteren Regisseuren an dem internationalen Episodenfilm Virus of the Dead, der im November 2018 in den USA gezeigt wurde.  In der Vorbereitung befindet sich sein Horrorfilm Between Heaven and Hell, für den Brent David Schroeder das Drehbuch geschrieben hat.

## Filmografie (als Regisseur)
- 1992: The Evil Day
- 1996: Das letzte Grab
- 1998: Die Rache des Mark S.
- 2000: Psycho Jack
- 2000: Midnight’s Calling
- 2001: Mutation 2 – Generation Dead
- 2001: Rout City
- 2002: Mutation III: Century of the Dead
- 2003: Rigor Mortis – The Final Colours
- 2003: Space Wolf
- 2004: Lord of the Undead
- 2005: The Legend of Moonlight Mountain
- 2006: Mutation: Annihilation
- 2006: Ouzo, Stoff und Taschentücher
- 2007: Barricade
- 2008: Fearmakers
- 2008: Beast
- 2009: Game Over
- 2009: Unrated: The Movie (mit Andreas Schnaas)
- 2010: Karl the Butcher vs Axe (mit Andreas Schnaas)
- 2010: Unrated 2: Scary as hell (mit Andreas Schnaas)
- 2015: Nature (Serie)
- 2015: Death Wish Zero
- 2016: Timo Roses Reeperbahn
- 2018: The Corpse Grinders
- 2019: Könige
- 2023: Winnie the Pooh - Master of the Puppets
- 2024: Game of Death - The six Doors to Hell

## Filmografie (als Schauspieler)
- 1995: Anna im Banne des Bösen (TV-Film), Regie: Dagmar Damek
- 1998: Der Todesengel, Regie: Andreas Bethmann
- 1998: Crossclub – The Legend of the Living Dead, Regie: Oliver Krekel
- 1999: Mutation, Regie: Marc Fehse
- 2000: Dämonenbrut (nur Stimme), Regie: Andreas Bethmann
- 2001: Psychokill – Der Tod der Schmetterlinge, Regie: Jochen Taubert
- 2003: Beyond the Limits, Regie: Olaf Ittenbach
- 2007: Bad Boys Bad Toys, Regie: Jochen Taubert (auch: Schnitt)
- 2008: Graveyard of the Living Dead, Regie: Marc Rohnstock
- 2008: Darkness Surrounds Roberta, Regie: Giovanni Pianigiani
- 2010: Necronos – Tower of Doom, Regie: Marc Rohnstock